# Esqui aquático nos Jogos Sul-Americanos de 2010
As competições de esqui aquático nos Jogos Sul-Americanos de 2010 ocorreram entre 27 e 30 de março no Club Campestre Llanogrande, em Rionegro. Dez eventos foram disputados.

## Calendário
| Março          | 17 | 18 | 19 | 20 | 21 | 22 | 23 | 24 | 25 | 26 | 27 | 28 | 29 | 30 | T  |
| -------------- | -- | -- | -- | -- | -- | -- | -- | -- | -- | -- | -- | -- | -- | -- | -- |
| Esqui aquático |    |    |    |    |    |    |    |    |    |    |    |    | 4  | 6  | 10 |

## Medalhistas
Masculino
| Evento    | Ouro                               | Prata                       | Bronze                                 |
| Slalom    | Javier Julio ARG Argentina         | Felipe Neves BRA Brasil     | Rodrigo Miranda Arellano CHI Chile     |
| Saltos    | Rodrigo Miranda Arellano CHI Chile | Javier Julio ARG Argentina  | Esteban Siegert Castañeda COL Colômbia |
| Wakeboard | Marcelo Giardi BRA Brasil          | Juan Martin ARG Argentina   | Jamie Bazan Pérez ECU Equador          |
| Figuras   | Javier Julio ARG Argentina         | Jorge Renosto ARG Argentina | Roberto Linares Álvarez COL Colômbia   |
| Geral     | Javier Julio ARG Argentina         | Jorge Renosto ARG Argentina | Esteban Siegert Castañeda COL Colômbia |

Feminino
| Evento    | Ouro                                 | Prata                                | Bronze                               |
| Slalom    | María Cuglievan Wiese PER Peru       | Ángela Delgado Martínez COL Colômbia | Juliana Negrão BRA Brasil            |
| Saltos    | Tiare Miranda Arellano CHI Chile     | María Cuglievan Wiese PER Peru       | Pascale Ritter van de Kamp CHI Chile |
| Wakeboard | Roberta Rendo ARG Argentina          | Roberta Lebed Llopart ECU Equador    | Tereza Anastacia BRA Brasil          |
| Figuras   | Ángela Delgado Martínez COL Colômbia | Nicole Naser Hizmeri CHI Chile       | Lorena Botana ARG Argentina          |
| Geral     | Tiare Miranda Arellano CHI Chile     | María Cuglievan Wiese PER Peru       | Ángela Delgado Martínez COL Colômbia |

## Quadro de medalhas
| Ordem | País      | Medalha de ouro | Medalha de prata | Medalha de bronze | Total |
| ----- | --------- | --------------- | ---------------- | ----------------- | ----- |
| 1     | Argentina | 4               | 4                | 1                 | 9     |
| 2     | Chile     | 3               | 1                | 2                 | 6     |
| 3     | Peru      | 1               | 2                |                   | 3     |
| 4     | Colômbia  | 1               | 1                | 4                 | 6     |
| 5     | Brasil    | 1               | 1                | 2                 | 4     |
| 6     | Equador   |                 | 1                | 1                 | 2     |
| TOTAL | TOTAL     | 10              | 10               | 10                | 30    |